# Aaron Cook (taekwondo)
Aaron Arthur Cook (Dorchester, 2 de enero de 1991) es un deportista británico que compitió en taekwondo. Su esposa, Bianca Walkden, compite en el mismo deporte.
Ganó dos medallas de bronce en el Campeonato Mundial de Taekwondo, en los años 2015 y 2017, y cinco medallas en el Campeonato Europeo de Taekwondo entre los años 2010 y 2018.
Participó en dos Juegos Olímpicos de Verano, obteniendo el quinto lugar en Pekín 2008 y el undécimo en Río de Janeiro 2016. La federación británica no lo eligió para los Juegos de Londres 2012, por lo que en 2013 decidió competir por la Isla de Man y desde 2015 por Moldavia.

## Palmarés internacional
| Representando a Reino Unido |                          |                   |           |
| Campeonato Europeo          |                          |                   |           |
| Año                         | Lugar                    | Medalla           | Categoría |
| 2010                        | San Petersburgo (Rusia)  | Medalla de oro    | –80 kg    |
| 2012                        | Mánchester (Reino Unido) | Medalla de oro    | –80 kg    |
| Representando a Isla de Man |                          |                   |           |
| Campeonato Europeo          |                          |                   |           |
| Año                         | Lugar                    | Medalla           | Categoría |
| 2014                        | Bakú (Azerbaiyán)        | Medalla de oro    | –80 kg    |
| Representando a Moldavia    |                          |                   |           |
| Campeonato Mundial          |                          |                   |           |
| Año                         | Lugar                    | Medalla           | Categoría |
| 2015                        | Cheliábinsk (Rusia)      | Medalla de bronce | –80 kg    |
| 2017                        | Muju (Corea del Sur)     | Medalla de bronce | –80 kg    |
| Campeonato Europeo          |                          |                   |           |
| Año                         | Lugar                    | Medalla           | Categoría |
| 2016                        | Montreux (Suiza)         | Medalla de bronce | –80 kg    |
| 2018                        | Kazán (Rusia)            | Medalla de plata  | –80 kg    |